# رامي جاسم الإبراهيم
رامي جاسم الإبراهيم من مواليد حمص، سوريا ومقيم في سويسرا، كاتب ومترجم وشاعروروائي ومسرحي، حاصل على إجازة في اللغة الإنكليزية وآدابها، جامعة البعث، كلية الآداب والعلوم الإنسانية، قسم اللغة الإنجليزية، 2005. يحمل شهادة ماجستير في علم اللغة وقد درس علم النفس واللغة والثقافة الفرنسية في جامعة نوشاتل السويسرية ثم أوقف دراسته فيها ليسجل في كلية العلوم في نفس الجامعة.عضو في الجمعية الدولية لمترجمي العربية (ATI) منذ 2007، وهي جمعية تعنى بالترجمة والمترجمين ومقرها مدينة أنتورب في بلجيكا.
يكتب بالعربية القياسية المعاصرة والإنجليزية والفرنسية بالإضافة إلى لغته الأم ولديه معرفة بلغات عديدة أخرى أبرزها الاسبانية.بالإضافة للكتابة الإبداعية لديه عدة مقالات صحفية بالإنكليزية والفرنسية. بدأ تجربته المسرحية في سويسرا وفي جامعة نوشاتل حيث شارك ككاتب في مسرح المعرفة الذي يشرف عليه قسم علم النفس والتربية وكممثل في إطار مشروع مسرحي آخر أشرف عليه قسم اللغة والثقافة الفرنسية ثم أصدر مسرحيتين باللغة الفرنسية.

## كتب
كتب العديد من الكتب مثل:
- حكايات أول العمر وما يليه (قصص)، أنطون للطباعة، حمص 2005.

- أحلام غرابة اللون والعري (شعر)، دار المعارف، حمص 2005.[4]

- تعليم الإنكليزية للصغار(ترجمة عن الإنكليزية)، دار حوران، دمشق 2011.
- بين الأنوثة والرجولة، دار الفارابي، بيروت 2012[5]
- Par analogies[6]
- إنجيل بالألوان: شعر [7]

## مقالات
من مقالاته:
- كتلة العصى الغليظة[1]
- صباح الخير نوشاتل(شعر)[8]
- لعبة المكان.. والزّمن(شعر)[9]

## ترجمات
ومن الأعمال التي ترجمها:
- ملكة النّحل[10]
- الذّاكرة[11]
- قصّة الشّاب الّذي ذهب ليعرف ما هو الخوف[12]
- الضّوء الأزرق[13]

## جوائز
فاز بالمركز الأول في مسابقة القصة القصيرة التي أقامها اتحاد الكتاب العرب فرع حمص للعام 2003.

## وصلات خارجية
- الموقع الرسمي للكاتب رامي الإبراهيم